# Biadoliny (stacja kolejowa)
Biadoliny – posterunek odgałęźny (zdalnie sterowany ze stacji Brzesko Okocim) z przystankiem osobowym w miejscowości Biadoliny Szlacheckie, w województwie małopolskim, w Polsce.

## Ruch pasażerski
| Rok  | Wymiana pasażerska na dobę |
| ---- | -------------------------- |
| 2017 | 300-399                    |
| 2022 | 300-399                    |

Na przełomie stycznia i lutego 2019 PKP podpisały z konsorcjum firm Helifactor i MERX umowę na budowę tzw. innowacyjnego dworca systemowego w formie półotwartej poczekalni ogrzewanej promiennikami osłony.  Budynek został oddany do użytku 2 listopada 2021.